# Страждання

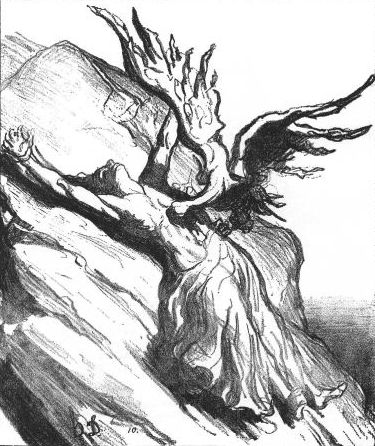
Страждання Прометея

Стражда́ння — це загальний термін для позначення болю, дискомфорту або труднощів, як фізичних, так і емоційних, які може відчувати людина. Цей термін охоплює широкий спектр станів і ситуацій і може суттєво відрізнятися залежно від контексту та індивідуального сприйняття.
Страждання сприймається, наприклад, як:
- нездійснення потреб та очікувань,
- втрата близьких,
- відокремлення від соціальних груп,
- зовнішні перешкоди та обмеження,
- вік, хвороби та біль.

Страждання є базовим досвідом усіх живих істот, зокрема людей, рослин та тварин. Глибина, до якої відчувається страждання, є суб'єктивною і залежить від реципієнта, тобто від її власного досвіду і ставлення. 
Майже синонімічним та взаємозамінним поняттям є слово «біль», яке іноді вживається на противагу стражданню, наприклад, «біль — фізичний, страждання — душевний».

## Етимологія
Походження слова «страждання» може бути пов'язана з декількома мовними коренями та поняттями. Одним з можливих шляхів походження є споріднення зі слов'янським коренем «strad», який має значення «бідувати» або «злидні». Також є припущення, що слово «страждання» може мати віддалене споріднення з латинським словом «strēnuus», що означає «старанний», «енергійний» або «сильний». Це може вказувати на зв'язок із поняттями активності та напруження, які часто супроводжують страждання. Додатково, можливе зближення з іншими слов'янськими та індоєвропейськими коренями, які вказують на твердість, тугість або напруження. Наприклад, індоєвропейський корінь *(s)ter-/(s)tre- може мати значення «твердий» або «жорсткий», що може відображати внутрішню силу або стійкість під час страждання.

## Філософія
Гедонізм, як етична теорія, стверджує, що добро і зло, кінець кінцем, полягає в задоволенні й болю. Епікурейці, з іншого боку, роблять акцент на запобіганні страждань, а не на гонитві за насолодою, оскільки вважають, що найбільше щастя полягає в стані спокою (атараксії), вільному від болю і від неприємностей, викликаних гонитвою за насолодою або її наслідками. Для стоїцизму найбільше благо полягає в розумі й чесноті, але такий ідеал досягається для душі через своєрідну байдужість до задоволення і страждання (апатію): ось чому це вчення стало синонімом самоконтролю перед обличчям навіть найсильнішого болю.
Джеремі Бентам висунув гедоністичний утилітаризм — доктрину, яка стала популярною в етиці, політиці та економіці. Бентам стверджував, що найбільш моральною дією або політикою є та, яка призводить до «найбільшого щастя для найбільшої кількості людей». Він запропонував метод під назвою «феліцитарне числення», або гедоністичне числення, для визначення того, скільки задоволення чи болю принесе та, чи інша дія. Джон Стюарт Мілль удосконалив і допоміг поширити гедоністичний утилітаризм. Карл Поппер у книзі «Відкрите суспільство та його вороги» запропонував негативний утилітаризм, який надає пріоритет зменшенню страждань над збільшенням щастя, коли йдеться про корисність. Він стверджує, що не існує моральної симетрії між стражданням і щастям: одне з них настійно вимагає допомоги, тоді як інше не вимагає з такою ж настійністю, щоб ми покращували щастя того, кому і так добре. Починаючи з Бентама, багато утилітаристів стверджували, що моральний статус істоти залежить від її здатності відчувати задоволення і страждання: отже, моральні агенти повинні брати до уваги інтереси не лише людей, але й тварин.
Песимізм, який сповідував Артур Шопенгауер, бачить цей світ як найгірший з можливих, сповнений страждань, що постійно поглиблюються, і які ніхто не може зупинити. Шопенгауер рекомендує знайти притулок у таких речах, як мистецтво, філософія, втрата волі до життя і толерантність до ближніх, які страждають. Фрідріх Ніцше, який спочатку перебував під впливом Шопенгауера, згодом розвинув зовсім іншу позицію, звеличуючи волю до влади, зневажаючи слабкість співчуття чи жалю і рекомендуючи з готовністю прийняти «вічне повернення» найбільших страждань.

## Біологія, неврологія, психологія

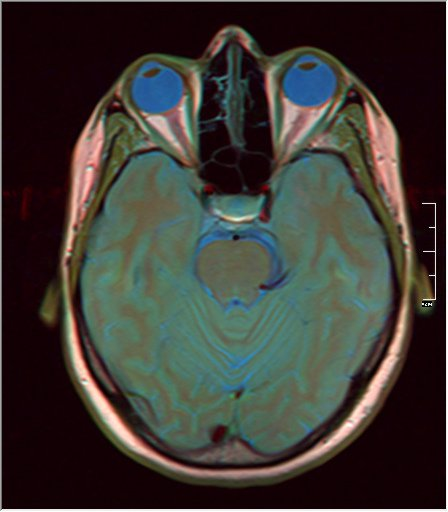
Нейровізуалізація дозволила ідентифікувати структури мозку, які беруть участь у стражданні.

Страждання і задоволення — це відповідно позитивні й негативні афекти, гедоністичні та емоційні тони або валентності, які психологи часто визначають як основу нашого емоційного життя. Разом вони складають систему винагороди. Страждання може бути адаптивною рисою і покращувати здатність людини до виживання. Роль природного відбору у виникненні та еволюції фізичного і психічного страждання є вирішальною. Стражданню запобігає загрозам, мотивує до адаптації (боротьба або втеча, втеча) і негативно підкріплює певну поведінку (покарання, фобії). Попри свою фундаментальну деструктивну природу, страждання сприяє організації сенсу у світі та психіці людини. Своєю чергою, цей сенс визначає, як люди і суспільства організовують себе навколо страждання.
У страждання залучені численні мозкові структури та фізіологічні процеси. Різні гіпотези намагаються пояснити переживання страждання. Одна з них, теорія перекриття болю, припускає, що фізичний біль і соціальний біль — два радикально різні типи страждання — мають спільну феноменологічну і неврологічну основу. Дійсно, нейровізуалізаційні спостереження показали, що кора поясної звивини активується, коли людина страждає від соціального дистресу або фізичного болю.

## Релігія
Страждання відіграє важливу роль у більшості релігій, у зв'язку з такими речами, як розрада чи втіха, моральна поведінка (не завдавати нікому шкоди, допомагати стражденним), духовний прогрес (покаяння, аскетизм) і кінцева доля (спасіння, прокляття, пекло).
- У Біблії біль асоціюється з божественним покаранням за порушення Божих законів: «Біблійні історії часто пов'язують процвітання і здоров'я з вірністю людей Божим заповідям. Нещастя, страждання і біль — це наслідки порушення закону»[6]. Але католицька інтерпретація інша: «Християнська традиція, з іншого боку, прирівнює біль до первородного гріха, роблячи його неминучим фактом людського стану [...]. Прийняття болю є можливою формою відданості, яка наближає нас до Бога і очищає душу. Тривалий час, особливо в античності та середньовіччі, це вважалося особливою благодаттю [...]. Смерть Ісуса на хресті — це, по суті, таїнство страждання, історія відкуплення через нескінченний біль, єдиний біль, здатний поглинути нескінченний гріх людини. Довгий час християни розглядали біль як незначну частину зразкових страждань Христа»[7]. В апостольському листі «Salvifici Doloris»[8], написаному Іваном Павлом II, йдеться про страждання, яке спасає людину, наближаючи її до страждань Христа. Це схоже на слова Симони Вайль: «Надзвичайна велич християнства полягає в тому, що воно не шукає надприродного засобу від страждань, але надприродного використання страждань». Ця концепція болю повторюється в західній культурі, що пояснює, чому в наших суспільствах, переважно юдео-християнських, біль недооцінюється, якщо не повністю приховується.
- У мусульманській релігії: «Мусульманин менше, ніж християнин чи юдей, стикається з парадоксом справедливого страждальця, бо якщо для останніх Бог є любов'ю, то для перших він є передусім абсолютною владою. Вірні терпеливо віддають себе в Божі руки і свідчать про свою витривалість перед обличчям випробувань [...]. Біль не є покаранням за провину; він є наперед визначений, вписаний в людину задовго до її народження [...]. Але якщо Бог створив біль, він також дав людині засоби для боротьби з ним за допомогою медицини та молитви»[9]. Це означає, що мусульмани ніколи не відмовлялися від зняття болю; щобільше, вони частіше потребують лікування, ніж юдеї чи християни, адже медицина — це наука, що відома вже багато століть. На додаток, іслам не стоїть на заваді знеболенню.
- Щодо східної духовності: «Тіло — це біль, бо воно є місцем болю». «Людські страждання — це не результат покарання богів, а лише людського невігластва. Звільнення полягає в одкровенні, завдяки якому всі страждання зникають»[10]. У політеїстичних релігіях, таких як буддизм та індуїзм, релігія дозволяє людям звільнитися від болю через духовність. Буддизм вчить, що людські страждання (духкха) походять від наших схильностей, нашої звички чіплятися за спогади про пережите, уявляти те, чого ще немає, і нашої нездатності сприймати реальність правильно, в даний момент. Це означає, що страждання коріниться у фундаментальній незадоволеності.

Біль має значення навіть для атеїстів: «Біль — це промовиста фігура зла. Це постійне нагадування про моральну крихкість людини. Ідея заслуженої хвороби, страждання як покарання за гідну осуду поведінку все ще глибоко вкорінена в сучасній свідомості». Навіть серед нерелігійних людей біль може розглядатися як покарання за скоєну провину.

## Протидія
У медицині паліативна допомога в основному використовується для того, щоб зменшити останні страждання пацієнта. Для зменшення фізичних страждань часто використовують знеболювальні препарати, зокрема морфін. Дедалі більше уваги приділяється також психологічним і соціальним стражданням, і визначається як: «..загальне страждання, яке відповідає болісному відчуттю відокремленості, відірваності від джерела, від своєї життєвої сили, своїх почуттів, своєї людяності».
Деякі сучасники вважають, що страждання може і повинно бути повністю скасоване за допомогою технічних засобів, відомих як райська інженерія (англ. paradise-engineering). Згідно з маніфестом Девіда Пірса, страждання — це результат дарвінівської еволюції, якого можна уникнути. Пірс пропонує замінити вісь біль/задоволення стимулами, подібними до тих, які можна розробити в робототехніці або градієнтами щастя, завдяки генній інженерії та іншим технологіям чи науковим досягненням.
Гедоністична психологія, афективна наука та афективна нейронаука — це деякі з нових наукових галузей, які в найближчі роки можуть зосередити свою увагу на феномені страждання.